# Кашио, Алехандро
Алехандро Матиас Кашио (исп. Alejandro Matías Cascio, род. 23 июня 1988, Росарио, Аргентина) — аргентинский футболист, игравший на позиции полузащитника.

## Футбольная карьера
Воспитанник «Ньюэллс Олд Бойз». Сыграл за этот клуб один матч в сезоне 08/09. В 2011 году перешёл в греческий клуб «Доха Драмас», но на поле не появлялся. В начале сезона 2012/13 перешёл в «Олимпиакос» Волос, где успел сыграть в матче квалификации Лиги Европы УЕФА против люксембургского «Дифферданжа». Но в результате скандала с договорными матчами клуб был исключён из еврокубков и переведён в четвёртую лигу, и Кашио расторг с клубом контракт. Впоследствии играл за аргентинский «Тиро Федераль», сыграл 2 матча.